# Gemmulina
Gemmulina, inicialmente erróneamente denominada como Gemmuline, es un género de foraminífero bentónico de estatus incierto, aunque considerado un sinónimo posterior de Bigenerina de la subfamilia Textulariinae, de la familia Textulariidae, de la superfamilia Textularioidea, del suborden Textulariina y del orden Textulariida. Su especie tipo era Bigenerina (les Gemmulines) digitata. Su rango cronoestratigráfico abarcaba el Holoceno.

## Discusión
Gemmulina fue propuesto como un subgénero de Bigenerina, es decir, Bigenerina (Gemmulina).

## Clasificación
Gemmulina incluía a la siguiente especie:
- Gemmulina digitata